# 凱夫島
62°26′55″S 60°3′40″W / 62.44861°S 60.06111°W

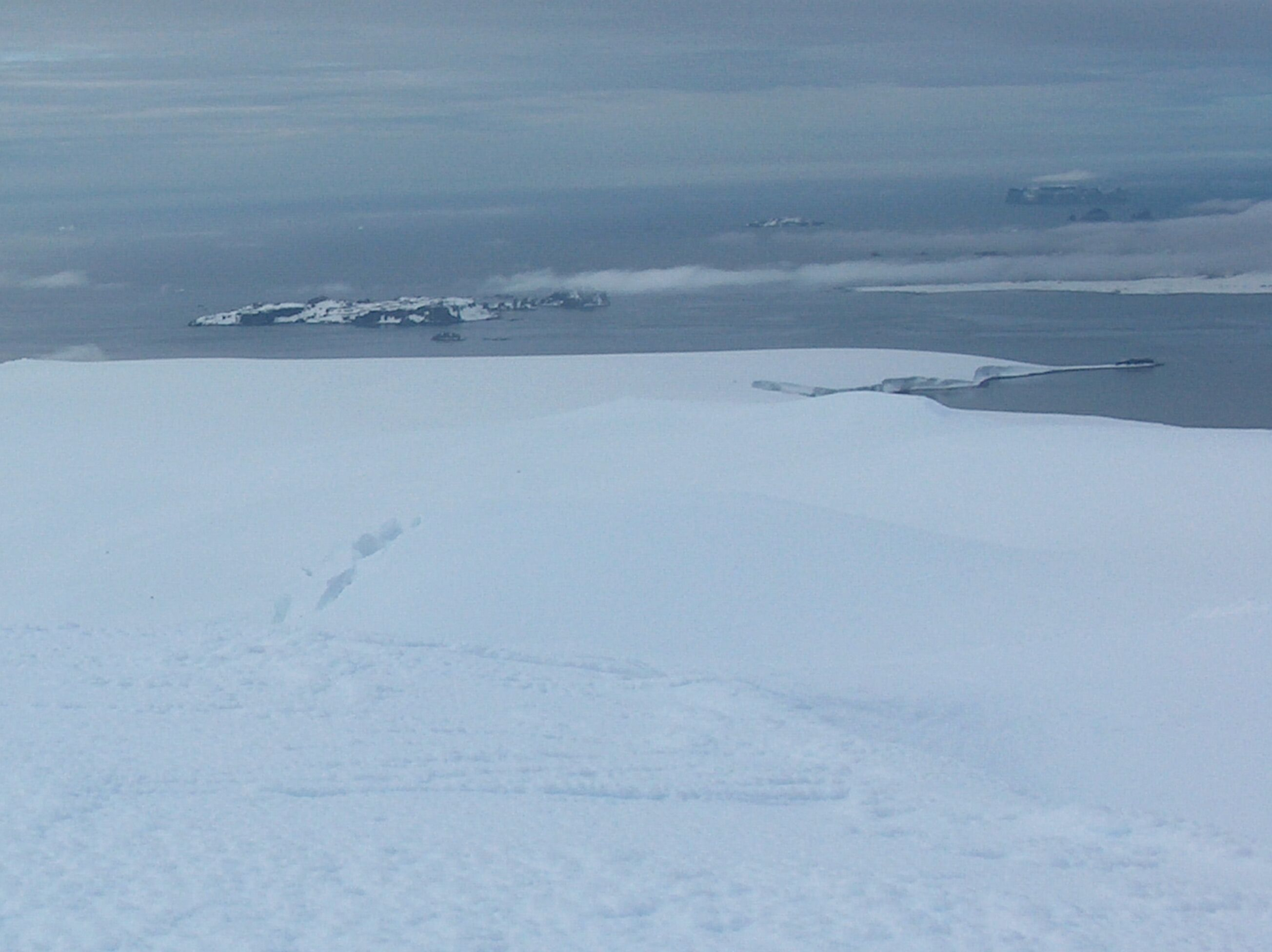

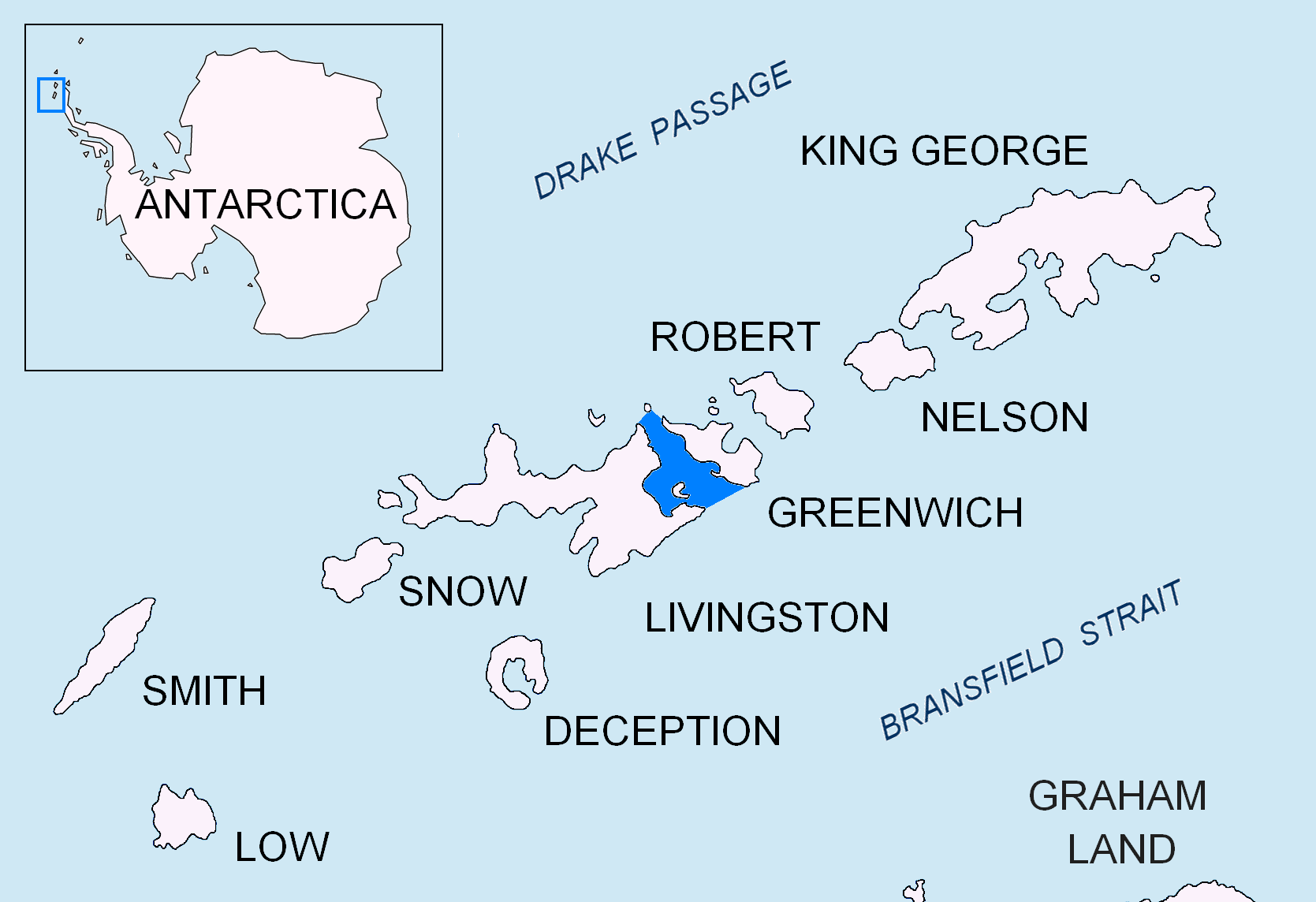

凱夫島是南極洲的島嶼，屬於南設得蘭群島中米德群島的一部分，處於麥克法蘭海峽北面入口處，現時由南極條約體系管理。

## 外部連結
- SCAR Composite Antarctic Gazetteer（页面存档备份，存于）.